# ته‌بین
ته‌بین (انگلیسی: Taebin؛ زادهٔ ۶ مهٔ ۱۹۸۰) موسیقی‌دان اهل ایالات متحده آمریکا است.